# 聖ルミナス女学院 (ゲーム)
『聖ルミナス女学院』（セントルミナスじょがくいん）は、2000年5月25日にエクシングより発売されたPlayStation用の恋愛シミュレーションゲーム。

## ゲーム概要
主人公海藤柊吾郎は、ごく平凡な高校三年生でありながら、急死した祖父から受け継いだ聖ルミナス女学院の理事長に就任することになった。北海道の大自然に囲まれたミッション系の全寮制の女子高で、理事長として学校を運営していくと同時に、生徒として学園でただ一人の男子高校生として高校生活を過ごす。行動の選び方によっては、卒業式の日にいずれかの女子一人と結ばれることもある。
学院内をモニタリングして生徒の悩みや要望を探る「シンクロナイズド・セキュリティ・システム(SSS)」を採用。
ゲーム中では、学園生活はその一部分を切り取った形で表現される。原則として1ヶ月は月曜から金曜までの5日間であり、一日は1時限から4時限までの4コマに分かれている。それぞれのコマにおいて、主人公は学園のいずれかの場所を訪れるか、または隠しカメラでいずれかの場所を監視する行動が選べる。8月の夏休みには女子のいずれか一人を湖へデートに誘うことができるが、その時点の親密度によって展開が異なる。最も親密度が高い場合には、遭難して山中の避難小屋で二人で凍えた体を温めあうことになる。
アニメ版の『聖ルミナス女学院』が存在するが、導入部のシチュエーションが似ている以外は全く関連は無く、登場人物もシナリオも別物になっている。ゲーム版には人物消失ミステリーは無く、むしろリアルな女子高生活をシミュレートする方向性を指向した作品になっている。

### 会話の切り札カード
ゲーム中女子たちの会話を覗き見すると、たまに「会話の切り札カード」が手に入る。これは女子との会話の際に消費するもので、カードを消費するごとに相手の女子の親密度が大きく上昇する。
一回の遭遇につき最大で3枚のカードを消費することが出来る。一回当たり使えるカードの残り枚数は常に持ち越されるが、遭遇一回につき1枚分だけ回復する
（例えば、誰かと遭遇したときに一度にカードを3枚使ってしまうと、それ以降の遭遇では一回に1枚ずつしか消費できない）。したがって、わざとお目当て以外の女子と遭遇してカードを消費せずに会話を打ち切ることにより、一回当たり使えるカードの残り枚数を増やすことができる。

### 理事会
年度始めに理事会は学校運営予算を3000万円持っており、毎月始めに開かれる理事会において、生徒から提出された要望を審査し予算執行の可否を決める。予算執行を承認すると、その要望を提出した女子から感謝されるイベントが追加される。

## 登場人物
加藤 美穂子（かとう みほこ）
声：田中理恵
12月27日生まれ。血液型O型。身長160cm。
心優しい生徒会委員長。3年1組でテニス部所属。成績上位の優等生。奉仕することが好きで誰にでも優しく親身に接するが、恋をすることを大変嫌っている。家庭事情が複雑で、実家へは帰るに帰れない。
舟越 甲也子（ふなこし かよこ）
声：比佐廉
6月10日生まれ。血液型AB型。身長162cm。
自他共に厳しい寮長。3年2組でバスケ部所属。目を離すととんでもない事をしでかす寮生たちを威厳を持って統率する厳しい先輩だが、それゆえ理解されない孤独を感じている。理事長にもツンケンした態度で接しているが、心の中では理解してくれる人を待ち望んでいる。
森 里奈（もり りな）
声：水樹奈々
1月31日生まれ。血液型O型。身長155cm。
流行好きで軽い性格のトラブルメーカー。3年1組でバレー部所属。無断外泊やさまざまな規則違反を繰り返している問題児で、悪い女を演じているが、実は心優しい女の子。過去に付き合っていた評判の悪い連中に付きまとわれて苦しんでいる。
財前 実（ざいぜん みのる）
声：鈴木真仁
8月4日生まれ。血液型B型。身長165cm。
純情で真っ直ぐな性格の健康優良児。2年2組で剣道部所属。剣道の腕前は国体レベルだが、実はかなりのゲーム好き。ゲーム中盤でアイドルとしてスカウトされ、将来の進路について大いに迷う。
ロナ・ダンガード
声：若菜葉子
3月26日生まれ。血液型A型。身長170cm。
デンマークから来た交換留学生。2年2組で茶道部所属。明るく楽天的な性格。信仰心が厚く、将来は修道女になりたいと考えている。動物たちの世話をすることに喜びを感じているが、時には故郷の家族を想って涙することも。

### その他出演者
小田桐汀（おだぎり なぎさ）
声：那須めぐみ
霊感少女。人の為に行動すると自分の力が向上する事に気付き、世話を焼きたがる。馬術部。
三橋千枝子（みつはし ちえこ）
声：太田絵美
手芸部。超楽天的なミーハー。喜怒哀楽が激しく、子供っぽい。
田嶋悠香（たじま ゆか）
声：雛野まよ
演劇部。思い込みが激しい情熱家。男兄弟が多いので、男に対する印象は最悪。
中村貴代美（なかむら きよみ）
声：徳永愛
創作部。自分の容姿がコンプレックスで、感情が内にこもりやすい。
水野あんり（みずの）
声：山崎みちる
園芸部。しっかり者の現実主義者。
水野あんぬ（みずの）
声：浅野真澄
園芸部。内気で信心深いロマンチスト。

## スタッフ
- 企画 - 桜井正、草野純之、深瀬大介
- エグゼクティブプロデューサー - 木村良郎
- 監修 - 寺田憲史
- プロデューサー - 長尾聡浩
- ディレクタ - 作野賢一郎
- シナリオ - 久美沙織
- キャラクターデザイン/原画 - 畑中詠美子
- 作曲 - コサリ城